# Isländischer Fußballpokal der Männer 2001
Der isländische Fußballpokal 2001 war die 42. Austragung des isländischen Pokalwettbewerbs der Männer. Pokalsieger wurde Fylkir Reykjavík. Das Team setzte sich am 29. September 2001 im Laugardalsvöllur von Reykjavík gegen KA Akureyri erst im Elfmeterschießen durch und qualifizierte sich damit für den UEFA-Pokal.
Titelverteidiger ÍA Akranes schied im Halbfinale gegen denn späteren Sieger aus.

## Modus
Die Begegnungen wurden in einem Spiel ausgetragen. In den ersten zwei Runden nahmen Vereine ab der zweiten Liga abwärts und Reserveteams (U 23) teil. Die Mannschaften aus der ersten Liga starteten in der dritten Runde. Bei unentschiedenem Ausgang wurde das Spiel zunächst verlängert und gegebenenfalls durch Elfmeterschießen entschieden. Dies galt, im Gegensatz zu den vergangenen Jahren, auch für das Endspiel.

## 1. Runde
| Datum      |                           | Ergebnis  |                           |
| ---------- | ------------------------- | --------- | ------------------------- |
| 22.05.2001 | þróttur Reykjavík U 23    | 4:1       | Barðaströnd Vesturbyggð   |
| 22.05.2001 | FH Hafnarfjörður U 23     | 7:2       | Kári Akranes              |
| 22.05.2001 | ÍA Akranes U 23           | 1:4       | Víkingur Reykjavík U 23   |
| 22.05.2001 | Reynir Sandgerði          | 3:1       | Valur Reykjavík U 23      |
| 22.05.2001 | Fylkir Reykjavík U 23     | 2:1       | Breiðablik Kópavogur U 23 |
| 22.05.2001 | HK Kópavogur              | 1:2       | Fram Reykjavík U 23       |
| 22.05.2001 | Haukar Hafnarfjörður U 23 | 0:2       | UMF Selfoss               |
| 22.05.2001 | KFF Fjarðabyggðar         | 6:1       | Boltafélag Norðfjarðar    |
| 22.05.2001 | UMF Njarðvík              | 0:3       | Keflavík ÍF U 23          |
| 22.05.2001 | GG Grindavík              | 2:0       | Úlfarnir Reykjavík        |
| 22.05.2001 | Árborg Selfoss            | 6:1       | ÍH Hafnarfjörður          |
| 22.05.2001 | Neisti Hofsós             | 0:1       | Nökkvi Akureyri           |
| 22.05.2001 | Leiknir Fáskrúðsfjörður   | 3:2 n. V. | ÍF Huginn/Höttur          |
| 23.05.2001 | UMF Víkingur              | 9:0       | UMF Tálknafjörður         |
| 24.05.2001 | ÍR Reykjavik U 23         | 2:0       | Ægir þorlákshöfn          |
| 28.05.2001 | Hvöt Blönduós             | 0:1       | UMFS Dalvík               |
| 22.05.2001 | Árborg Selfoss            | 6:1       | ÍH Hafnarfjörður          |

## 2. Runde
| Datum      |                         | Ergebnis |                        |
| ---------- | ----------------------- | -------- | ---------------------- |
| 30.05.2001 | Keflavík ÍF U 23        | 5:3      | KR Reykjavík U 23      |
| 31.05.2001 | Leiknir Reykjavík       | 2:0      | FH Hafnarfjörður U 23  |
| 31.05.2001 | Haukar Hafnarfjörður    | 4:1      | UMF Skallagrímur       |
| 31.05.2001 | Magni Grenivík          | 1:2      | Nökkvi Akureyri        |
| 31.05.2001 | GG Grindavík            | 1:2      | Víðir Garði            |
| 31.05.2001 | UMF Selfoss             | 3:1      | Léttir Reykjavík       |
| 31.05.2001 | UMF Sindri Höfn         | 4:0      | Neisti Djúpivogur      |
| 31.05.2001 | Fylkir Reykjavík U 23   | 0:1      | Fram Reykjavík U 23    |
| 31.05.2001 | Leiknir Fáskrúðsfjörður | 0:2      | KFF Fjarðabyggðar      |
| 01.06.2001 | Víkingur Reykjavík U 23 | 2:0      | UMF Afturelding        |
| 03.06.2001 | KS Siglufjarðar         | 2:0      | Völsungur Húsavík      |
| 03.06.2001 | HSH Snæfellsnes         | 1:4      | þróttur Reykjavík      |
| 04.06.2001 | þór Akureyri            | 1:0      | UMFS Dalvík            |
| 04.06.2001 | KFS Vestmannaeyja       | 4:1      | ÍR Reykjavik           |
| 04.06.2001 | Árborg Selfoss          | 1 3:0 1  | þróttur Reykjavík U 23 |
|            | Reynir Sandgerði        | Freilos  |                        |

## 3. Runde
Teilnehmer: Die sechzehn Sieger der 2. Runde spielten alle zuhause. Zugelost wurden die zehn Vereine der Símadeild 2001, die zwei Absteiger der Landssímadeild 2000 und die vier Mannschaften, die die Saison 2000 in der zweiten Liga mit Platz drei bis sechs beendeten.
| Datum      |                         | Ergebnis  |                      |
| ---------- | ----------------------- | --------- | -------------------- |
| 13.06.2001 | Leiknir Reykjavík       | 1:4       | UMF Grindavík        |
| 14.06.2001 | Víðir Garði             | 2:1 n. V. | ÍR Reykjavik         |
| 14.06.2001 | KFF Fjarðabyggðar       | 0:5       | Breiðablik Kópavogur |
| 14.06.2001 | UMF Selfoss             | 0:6       | Fram Reykjavík       |
| 14.06.2001 | Haukar Hafnarfjörður    | 1:2       | Valur Reykjavík      |
| 14.06.2001 | KS Siglufjarðar         | 1:0       | UMF Tindastóll       |
| 14.06.2001 | KFS Vestmannaeyja       | 2:4 n. V. | Fylkir Reykjavík     |
| 14.06.2001 | þróttur Reykjavík       | 0:4       | KR Reykjavík         |
| 14.06.2001 | Reynir Sandgerði        | 0:9       | Keflavík ÍF          |
| 15.06.2001 | Víkingur Reykjavík      | 4:1       | Nökkvi Akureyri      |
| 15.06.2001 | Keflavík ÍF U 23        | 0:3       | KA Akureyri          |
| 15.06.2001 | UMF Sindri Höfn         | 1:0       | Leiftur Ólafsfjörður |
| 15.06.2001 | þór Akureyri            | 0:5       | ÍA Akranes           |
| 15.06.2001 | Víkingur Reykjavík U 23 | 1:2       | ÍBV Vestmannaeyja    |
| 15.06.2001 | Árborg Selfoss          | 1:4 n. V. | UMF Stjarnan         |
| 15.06.2001 | Fram Reykjavík U 23     | 0:2       | FH Hafnarfjörður     |

## Achtelfinale
| Datum      |                    | Ergebnis  |                      |
| ---------- | ------------------ | --------- | -------------------- |
| 03.07.2001 | Víðir Garði        | 0:2 n. V. | KA Akureyri          |
| 04.07.2001 | KS Siglufjarðar    | 1:3       | UMF Grindavík        |
| 04.07.2001 | Valur Reykjavík    | 2:3       | Fram Reykjavík       |
| 04.07.2001 | UMF Stjarnan       | 0:2       | FH Hafnarfjörður     |
| 05.07.2001 | ÍBV Vestmannaeyja  | 3:1       | Breiðablik Kópavogur |
| 05.07.2001 | UMF Sindri Höfn    | 0:3       | Keflavík ÍF          |
| 05.07.2001 | KR Reykjavík       | 0:1       | Fylkir Reykjavík     |
| 05.07.2001 | Víkingur Reykjavík | 1:4       | ÍA Akranes           |

## Viertelfinale
| Datum      |                  | Ergebnis              |                   |
| ---------- | ---------------- | --------------------- | ----------------- |
| 22.07.2001 | KA Akureyri      | 2:1                   | Keflavík ÍF       |
| 22.07.2001 | FH Hafnarfjörður | 1:0                   | ÍBV Vestmannaeyja |
| 22.07.2001 | Fram Reykjavík   | 0:0 n. V. (5:6 i. E.) | ÍA Akranes        |
| 23.07.2001 | UMF Grindavík    | 1:3 n. V.             | Fylkir Reykjavík  |

## Halbfinale
| Datum      |                  | Ergebnis |                  |
| ---------- | ---------------- | -------- | ---------------- |
| 12.09.2001 | FH Hafnarfjörður | 0:3      | KA Akureyri      |
| 19.09.2001 | ÍA Akranes       | 0:2      | Fylkir Reykjavík |

## Finale
| Paarung          | Fylkir Reykjavík – KA Akureyri |
| Ergebnis         | 2:2 n. V. (2:2, 0:1), 5:4 i. E. |
| Datum            | 29. September 2001 |
| Stadion          | Laugardalsvöllur, Reykjavík |
| Zuschauer        | 2.839 |
| Schiedsrichter   | Gylfi Þór Orrason |
| Tore             | 0:1 Hreinn Hringsson (34.) 1:1 Sverrir Sverrisson (49.) 1:2 Hreinn Hringsson (57., Foulelfmeter) 2:2 Ólafur Stígsson (71.) Elfmeterschießen: 1:0 Sverrir Sverrisson 1:1 Hreinn Hringsson 2:1 Pétur Björn Jónsson 2:2 Hlynur Jóhannsson 3:2 Hreiðar Bjarnason 3:3 Kristján Örn Sigurðsson 4:3 Gunnar Þór Pétursson 4:4 Þorvaldur Örlygsson 5:4 Sævar Þór Gíslason Dean Edward Martin (gehalten) |
| Fylkir Reykjavík | Kjartan Sturluson – Alexander Högnason (97. Hreiðar Bjarnason), Þórhallur Dan Jóhannsson, Gunnar Þór Pétursson, Theódór Óskarsson (70. Pétur Björn Jónsson), Ólafur Stígsson, Sverrir Sverrisson, Finnur Kolbeinsson, Ólafur Ingi Skúlason, Steingrímur Jóhannesson, (64. Kristinn Tómasson), Sævar Þór Gíslason Cheftrainer: Bjarni Jóhannsson                                                |
| KA Akureyri      | Árni Kristinn Skaftason – Slobodan Milišić, Kristján Örn Sigurðsson, Steinn Viðar Gunnarsson, Ásgeir Már Ásgeirsson (106. Hlynur Jóhannsson) – Ívar Bjarklind, Dean Edward Martin, Þorvaldur Örlygsson, Þorvaldur Makan Sigbjörnsson – Hreinn Hringsson, Steingrímur Örn Eiðsson Cheftrainer: Erlingur Kristjánsson                                                                            |